# Yenisu, Turhal
Yenisu là một thị trấn thuộc huyện Turhal, tỉnh Tokat, Thổ Nhĩ Kỳ. Dân số thời điểm năm 2011 là 1.69 người.